# فوئنتملینس
فوئنتملینس (به اسپانیایی: Fuentemolinos) یک شهرستان در اسپانیا است.